# Нікейська імперія

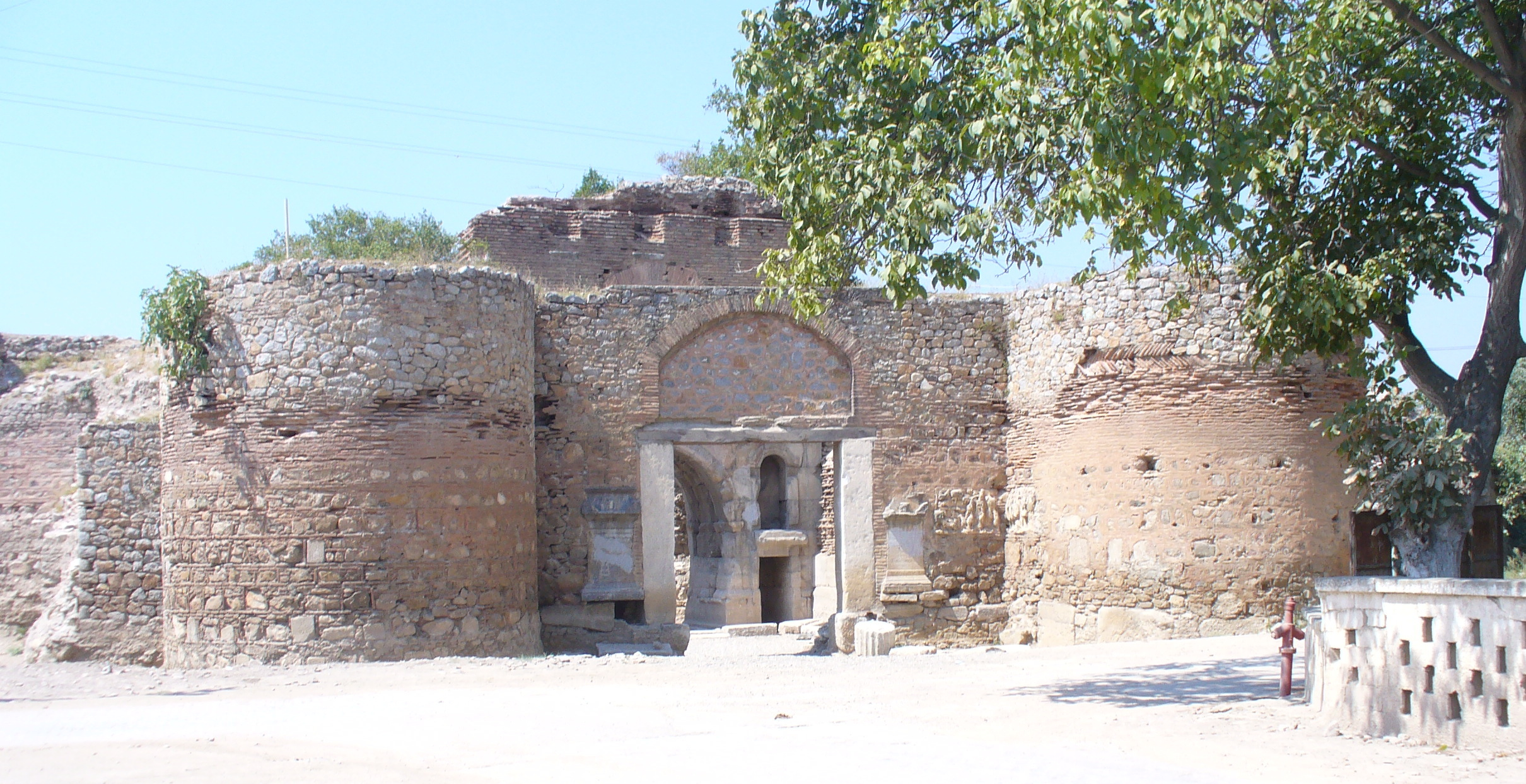
Нікейські міські стіни, Левкійські ворота. Ізнік, Туреччина

Нікейська імперія (самоназва грец. Βασιλεία τῶν Ῥωμαίων, царство Ромеїв) — загальноприйнята в історіографії назва найбільшої держави з трьох грецьких уламків наступників Візантійської імперії, що була заснована аристократією, яка втікла з Константинополя після захоплення його хрестоносцями Четвертого хрестового походу в 1204 році. Так само, як інші два наступники Візантії, Трапезундська імперія та Епірський деспотат, вона претендувала на візантійський престол в Константинополі.
Засноване династією Ласкарісів державне утворення проіснувало до 1261 року, коли нікейці відвоювали Константинополь та відновили Візантійську імперію.

## Історія

### Заснування
В 1204 році візантійський імператор Олексій V Дука втік з Константинополя після захоплення його хрестоносцями. Невдовзі опісля Костянтин Ласкаріс, зять імператора Олексія III Ангела, був проголошений імператором, проте він теж, розуміючи безнадійність ситуації в Константинополі, втік з нього до Нікеї, міста у Віфінії, разом зі своїм братом Феодором. Костянтин, ймовірно, загинув на початку 1205 року в битві при Адрамітії, оскільки про нього немає ніяких свідчень після неї. Його брат став наступним володарем в Нікеї, відомим як Феодор I Ласкаріс.
Латинська імперія, утворена хрестоносцями в захоплених землях, мала слабкий контроль над ними, тож грецькі наступники Візантійської імперії постали, окрім Нікеї, також в Трапезунді та Епірі. Трапезунд став незалежним ще за кілька тижнів до захоплення хрестоносцями Константинополя. Нікейська імперія розташовувалась найближче до володінь латинян, тому мала найкращі шанси на відновлення Візантії.
Феодор Ласкаріс не одразу був успішним, програвши Генріху I Фландрському біля Піманеону та Пруси у 1204 році, але він отримав можливість відвоювати більшу частину північно-західної Анатолії після поразки латинського імператора Балдуїна I в битві під Адріанополем, оскільки Генріх був відкликаний до Європи, щоб допомогти захиститись від агресії царя Болгарії Калояна. Феодор також переміг війська Трапезунда, так само, як і інших менших супротивників, затвердившись в ролі найбільш потужного наступника поваленої імперії. У 1206 році він проголосив себе імператором в Нікеї.
Велика кількість перемир'їв та союзів були укладені та розірвані за наступні кілька років, оскільки держави-наступники, Болгарія, Латинська імперія та її васали, і Румський султанат (чия територія також межувала з Нікеєю) постійно воювали між собою. В 1211 році, в битві біля Антіохії на Меандрі, Феодор переміг велике військо сельджуків, які підтримували спробу Олексія III Ангела повернутися до влади. Важкі втрати, отримані під Антіохією, призвели до програшу Латинській імперії у битві на річці Риндак, і втрати більшої частини Мізії біля Мармурового моря за Німфейським договором у 1214 році. Нікейці компенсували ці територіальні втрати, анексувавши землі, контрольовані Давидом Великим Комніном у Пафлагонії, після його смерті.
Феодор закріпив свої претензії на імперський трон, призначивши Константинопольського патріарха в Нікеї. У 1219 році він одружився з дочкою латинської імператриці Іоланди де Ено, проте незабаром помер у 1222 році, і наступником став його зять Іоанн III Дука Ватац.

### Розширення
Прихід до влади Ватаців був оскаржений Ласкарісами, а саме севастократорами Ісааком та Олексієм, братами Феодора I, які шукали підтримки в Латинській імперії. Все вирішувалось в битві при Піманеоні в 1224 році, де Іоанн III переміг латинян, що підтримували претензії Ласкарісів, закріпивши за собою трон і відвоювавши майже всі азійські території, які утримувала держава хрестоносців.
В цьому ж році латинське Фессалонікське королівство завойовується епірським деспотом Феодором Комніном Дукою, який оголошує себе імператором в суперництві з Ватацами і утворює Фессалонікійську імперію. Вона виявилась недовговічною, оскільки потрапила під контроль Болгарії після битви при Клокотниці в 1230 році. Оскільки Трапезунд не мав реальної сили, Нікея залишилась єдиною візантійською державою, що мала потенціал для експансії, чим і скористався Іоанн III, розширивши свою територію за Егейське море. В 1235 році він уклав союз із Іваном Асенем II, що дозволило йому поширити вплив на Фессалоніки та Епір.
У 1242 році монголи завоювали сельджуцькі володіння, і, хоча Іоанн боявся, що він буде атакований ними після цього, вони в результаті прибрали сельджуцьку загрозу для Нікеї. В 1245 році Іоанн уклав альянс зі Священною Римською Імперією, одружившись з Констанцією Гогенштауфен, дочкою імператора Фрідріха II. В 1246 році він атакував Болгарію, відвоювавши більшу частину Фракії та Македонії, та включив Фессалоніки в свою державу. В 1248 році він переміг болгар і оточив Латинську імперію, продовжуючи відвойовувати у неї землі до своєї смерті в 1254 році.
Феодор II Ласкаріс, син Іоанна III, стикався із вторгненнями болгар у Фракію, проте успішно захищав територію. В 1257 році спалахнув конфлікт між Нікеєю та Епіром. Епір уклав союз із королем Сицилії Манфредом, коли Феодор помер у 1258 році. Його наступником став син Іоанн IV Ласкаріс, але, оскільки він був ще малолітнім, регентом при ньому став генерал Михаїл Палеолог. Він оголосив себе співімператором (як Михаїл VIII) в 1259 році, і незабаром переміг об'єднані сили Епірського деспотату, Сицилійського королівства та Ахейського князівства в битві при Пелагонії.

### Відвоювання Константинополя
В 1260 році Михаїл почав облогу Константинополя, що його попередники не мали можливості зробити. Він уклав союз з Генуєю, і його генерал Олексій Стратегопул витратив місяці, спостерігаючи за Константинополем, щоб розробити план атаки. В червні 1261 року, коли армія латинян воювала в інших місцях, Олексій зумів переконати гарнізон відкрити ворота міста. Потрапивши за стіни, він одразу спалив венеційський квартал (оскільки Венеція була супротивником Генуї, а також несла основну відповідальність за захоплення міста в 1204 році).

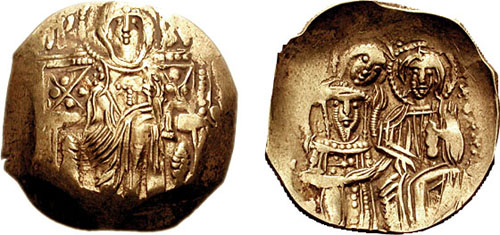
Монета, випущена Михаїлом VIII Палеологом на честь звільнення Константинополя від латинян, та відновлення Римської/Візантійської імперії

Михаїл був визнаний імператором через декілька тижнів, відновивши Візантійську імперію. Ахея незабаром також була відвойована, проте Трапезунд та Епір залишились незалежними грецькими державами. Відновлена імперія незабаром стикнулась з новою загрозою з боку османів, які постали на заміну сельджукам.

### Подальша доля
Після 1261 року Константинополь знову став столицею Візантійської імперії. Території колишньої Нікейської імперії були позбавлені свого багатства, яке використовувалось для відбудови Константинополя та фінансування численних воєн у Європі проти латинських держав та Епіру. Армія була переправлена з Малої Азії до Європи, і колишній кордон залишився відносно незахищеним. Рейди турецьких газі лишалися без реакції, тому фронтир все більше грабувався та спустошувався.
Узурпація трону Михаїлом VIII Палеологом у законного правителя з династії Ласкарісів Іоанна IV відштовхувала більшість населення від відновленої Візантійської імперії в Константинополі. Іоанн був залишений в Нікеї, де був пізніше осліплений за наказом Михаїла на свій 11-й День народження 25 грудня 1261 року. Це зробило його непридатним для правління, і він був вигнаний та ув'язнений у фортеці в Віфінії. Ці дії призвели до анафеми Михаїла Палеолога патріархом Арсенієм Авторіаном, і пізніше до повстання псевдо-Іоанна IV біля Нікеї.
Подальша історія колишньої території Нікейської імперії — поступове завоювання турками. Після смерті Михайла VIII в 1282 році турецькі набіги перетворилися на осідання та утворення турецьких бейликів на колишній візантійській території. Імператор Андронік II доклав певних зусиль, щоб виправити ситуацію, проте невдало. Приблизно на початок 1300-х років турки захопили майже всю території колишньої Нікейської держави, окрім вузької смужки землі напроти Константинополя. Остаточний кінець Візантійської Малої Азії прийшов з падіннями Бурси в 1326, Нікеї в 1331 та Нікомедії в 1337.

## Армія
Нікейська імперія складалася з найбільш населеного грецького регіону Візантії, за винятком Фракії, яка перебувала під латинським та болгарським контролем. Тому вона могла збирати чималу армію, що сягала 20 тисяч вояків — кількість, що була зафіксована під час чисельних збройних конфліктів з латинянами. Нікейці продовжували традиції армії Комнінів, проте, не маючи ресурсів, доступних їхнім попередникам, нікейські візантійці не могли досягнути ні в кількості, ні в якості, війська, що могли виставити імператор Мануїл I Комнін та його попередники. Завдяки тому, що західна Мала Азія мала вихід до моря та торгових шляхів, це робило Нікейську імперію заможнішою, ніж решта держав-осколків, і з часом вона стала найпотужнішою державою в регіоні, хоча і на короткий період.

## Ідеологія та еллінізм
Керівництво Нікейської імперії широко використовувало термін «елліни» замість більш раннього «римляни» для означення свого грецького населення. Сучасники переважно використовували термін «Еллада» для Нікейської імперії. Імператор Феодор I Ласкаріс замінив терміни Romaioi (римляни) та Graikoi на «елліни». Імператор Феодор II описував свої володіння як «Нова Еллада». Патріарх Герман II в офіційному листуванні з представниками західного світу використовував терміни «Graikoi» для означення місцевого населення, та «Імперія греків» (грец. Βασιλεία των Γραικών) як назву держави. Протягом цього часу це була узгоджена ініціатива по самоідентифікації етнічних греків.
Деякі вчені розглядають період Нікейської імперії як ознаку зростання еллінської національної самосвідомості та грецького націоналізму. Однак, ці вчені також додають, що дані процеси не вплинули на офіційну імперську ідеологію. В цій ідеології традиційний погляд на Візантію, як на Римську імперію, не був змінений, оскільки продовжується використання терміна «Rhomaioi» для означення підданих нікейських імператорів. Офіційною ідеологією нікейців був також реваншизм та мілітаризм, чого не простежується в риториці Палеологів пізнього XIV століття.
Ідеологія Нікеї XIII століття характеризувалася вірою у значення Константинополя та надією відвоювати місто, спираючись менше на лозунги політичного універсалізму чи еллінського націоналізму, ніж на старозавітні ідеї. Імператора в цей час часто порівнюють з Мойсеєм чи Зоровавелем, або навіть зі «Стовпом вогню», що спрямовує богообраний народ в Землю Обітовану, наприклад, в промові Феодора I, яку написав Никита Хоніат.
Риторика того часу також прославляла війну та відвоювання Константинополя, використовуючи зображення, не взяті зі Старого Завіту. Наприклад, у своєму панегірику Феодору I Ласкарісу, Никита Хоніат описує битву з сельджуцьким султаном, як таку між християнством та ісламом, риторично порівнюючи рани Феодора, який особисто вбив у битві ворожого командира, і тими, що отримав Ісус на хресті. Димитр Ангелов припускає, що ідеологія західноєвропейських хрестоносців, можливо, вплинула на розвиток такої точки зору на відвоювання, і в цей період є згадка, що патріарх Михаїл IV Авторіан пропонував повне прощення гріхів нікейським військам, що вступають до бою, практика, практично ідентична західноєвропейській індульгенції. Проте, подібна практика індульгенцій була недовгою, і, як і більшість можливих впливів хрестоносців, була відкинута після 1211 року.
Візантійці XIII століття також проводили паралелі між станом речей в імперії після 1204 року, та подібною ситуацією в класичний грецький період. Ці докази допомогли зміцнити точку зору деяких вчених, таких, як Апостол Євангелос Вакалопулос, які вважають, що ці посилання, поєднані з переоцінкою класичного минулого Візантії є розвитком грецького націоналізму. Зі втратою Константинополя, це порівняння зіграло на користь ідеї «еллінів, оточених варварами». Хоніат порівнював сельджуцького султана, вбитого Феодором I, зі Ксерксом, а патріарх Герман II згадав перемогу Іоанна III Дуки Ватаца, як чергову битву при Марафоні чи Саламіні. Таким же чином Феодор II Ласкаріс порівняв перемоги свого батька з перемогами Александра Македонського, і почав звеличувати бойові цінності сучасних «еллінів».
Також, в ці часи, ймовірно, відбувся зсув в тому, як слово «еллін» вживалось у візантійській мовній практиці. До цього часу це слово мало негативну конотацію, і асоціювалось, зокрема, із залишками язичництва. Однак, у цей період, терміни «греки» та «елліни» входять до дипломатичної мови імперії, як форми релігійної та національної самоідентифікації, що було спровоковано відділити імперію та її громадян від «латинян». Патріарх Герман II, зокрема, демонструє це нове бачення етнічної та релігійної ідентичності. В своїх листах він ототожнює хороше походження із чистотою свого елліністичного коріння, тим самим надаючи більше ваги своїм еллінським мові та етнічності, ніж будь-яким асоціаціям з Константинополем, демонструючи зневагу до латинян, які пишаються тим, що володіють містом. Серед науковців існує дискусія щодо точного часу зрушення значення терміна «еллін». Родерік Бітон, розглядаючи докази використання терміна «елліни» у XII столітті, бачить переоцінку цього терміна як такого, ще до втрати Константинополя в 1204 році. Також, на відміну від Вакалопулоса, Бітон бачить не народження грецького націоналізму, а, швидше, зародкову «етнічну» усвідомленість, що заснована, головним чином, на мові.
Майкл Ангольд зауважує, що ідеологія періоду демонструє здатність візантійців реагувати на культурні та політичні обставини (включаючи вигнання) та адаптуватись до них, і що ці ідеологічні напрацювання здебільшого були відкинуті відновленою імперією Палеологів, оскільки Михаїл VIII повернувся до ідеології попередніх періодів.

## Список Нікейських імператорів
- Феодор I Ласкаріс (грец. Θεόδωρος Α' Λάσκαρης) (правив у 1206 —1221/22)
- Іоанн III Дука Ватац (грец. Ιωάννης Γ' Δούκας Βατάτζης) (правив у 1221/22 — 1254)
- Феодор II Ласкаріс (грец. Θεόδωρος Β' Λάσκαρης) (правив у 1254 —1257)
- Іоанн IV Ласкаріс (грец. Ιωάννης Δ' Λάσκαρης) (правив у 1258 — 1259)
- Михаїл VIII Палеолог (грец. Μιχαήλ Η΄ Παλαιολόγος) (правив з 1259 до 1261)